# Premier O Salutaris
Le Premier O Salutaris, op. 50, est une œuvre de la compositrice Mel Bonis, datant de 1901.

## Composition
Mel Bonis compose son O Salutaris pour baryton ou mezzo-soprano avec accompagnement d'orgue ou d'harmonium. L'œuvre est publiée en 1901 aux éditions Leduc. Elle est rééditée en 2014 aux éditions Armiane.

## Analyse
Le premier O Salutaris de Mel Bonis fait partie d'un corpus, avec son deuxième et son troisième O Salutaris, qui évoque le sujet de l'Eucharistie, sous forme de motet latin. 

## Sources
- Étienne Jardin, Mel Bonis (1858-1937) : parcours d'une compositrice de la Belle Époque, 2020 (ISBN 978-2-330-13313-9 et 2-330-13313-8, OCLC 1153996478, lire en ligne)